# Bataille d'Alghero (1353)
La bataille d'Alghero, également appelée bataille de La Loiera, qui s'est déroulée le 29 août 1353, est une victoire militaire de la république de Venise sur la république de Gênes au cours de la troisième guerre vénéto-génoise (1350-1355).

## Contexte
La troisième guerre vénéto-génoise est déclenchée par l'interdiction faite par les Génois aux navires vénitiens d'accéder aux ports de la mer Noire. Les deux républiques rivales enchaînent dès lors les combats navals.
Le doge de Venise Andrea Dandolo, allié à l'empire byzantin de Jean VI Cantacuzène et au royaume d'Aragon de Pierre IV d'Aragon, connaît d'abord la victoire. Mais la défaite de cette alliance lors de la bataille de Gallipoli entraîne la défection des Byzantins.

## Déroulement
Les forces navales de Niccolò Pisani, au repos après la défaite de Gallipoli, sont renforcées par les forces de l'amiral d'Aragon Bernardo Chiabrera.
Informé de ce mouvement, l'amiral génois part avec 52 galères afin d'atteindre une ou l'autre de ces flottes, avant leur réunion.

## Bilan
La bataille se solde par une victoire de la république de Venise et de son allié aragonais, en supériorité numérique. La république de Gênes perd une quarantaine de galères.
Gênes, qui n'est plus ravitaillée par la mer, se tourne vers l'archevêque de Milan. Le conflit trouvera son épilogue après la bataille de Porto-Longo en 1354, où Gênes écrase Venise, et son terme lors du traité de Milan de 1355.